# Fazekas Róbert
Fazekas Róbert (Szombathely, 1975. augusztus 18. –) Európa-bajnok magyar diszkoszvető.

## Sportpályafutása
Kalapácsvetőként 1992-ben szerzett ifjúsági csb aranyérmet. 1993-ban az ifjúsági országos bajnokságon lett második, egy év múlva ifjúsági téli dobóbajnokságot nyert.
1994-ben a diszkoszvetők felnőtt bajnokságán lett bronzérmes. A lisszaboni ifjúsági világbajnokságon hatodik volt. Az ifjúsági világranglistán negyedik volt. 1995-ben felnőtt téli dobóbajnokságot nyert. A felnőttek között ismét harmadik volt a magyar bajnokságon. Ezt a helyezést szerezte meg 1997-ben is. A turkui utánpótlás Európa-bajnokságon hatodikként végzett. Egy évvel később diszkosszal magyar bajnok, kalapáccsal hatodik lett. A budapesti Eb-n a selejtezőből első helyen jutott tovább, a döntőben negyedik lett. Az évet a világranglistán a 12. helyen zárta 66,61 méteres dobással.
Az 1999-es téli dobóbajnokságon és az ob-n egyaránt második volt. A sevillai vb-ről tizenegyedikként tért haza. A világranglistán 21. volt. 2000-ben az olimpiai kiküldetési szintet teljesítő négy magyar atléta (Fazekas Róbert, Kővágó Zoltán, Máté Gábor, Varga Roland) egy négy versenyes hazai válogatón vett részt (Budapest bajnokság, junior csb, Budapesti permit-verseny, ob). Fazekas három verseny után kivívta az indulás jogát. Az ob-n megszerezte a bajnoki címet. Az olimpiai selejtezőben egy érvényes kísérlete volt, amely nem volt elegendő a fináléba jutáshoz.
A 2001-es edmontoni vb-n nem jutott a döntőbe. A világranglistán hatodik volt 68,91 méterrel. 2002 májusában országos csúcsot dobott (69,71 m) A szezonban győzelmet aratott Dohában, Tartuban, Sevillában, Madridban, Rethímnóban, Zürichben, San Sebastianban, Nyitrán, a világ kupán az Európa-válogatott tagjaként és a debreceni ob-n. Júliusban újabb magyar rekordot ért el (71,70). A müncheni Eb-n első helyezett lett. A világranglistán a magyar csúccsal első helyen végzett. Ebben az évben jelölt volt az IAAF év atlétája szavazáson. Track and Field News atlétikai szaklap éves listáján a negyedik helyre tette. Az év magyar sportolója szavazáson második volt.
A 2003-as évet is több versenyen nyert (Budapest, Turnov, Salon de Provance, Sevilla, Lausanne, Rethímno, Madrid, nyíregyházi ob, Szombathely, Zürich, Rieti). A párizsi vb-n második helyen végzett. Az év magyar sportolója szavazáson ezúttal harmadik volt. A világranglistán első helyen zárt (70,78). A 2004-es Golden League versenyeken Bergenben harmadik, Rómában második, Zürichben első lett. Az ob-n vereséget szenvedett Kővágótól.
Az athéni olimpián a versenyben első lett, de a doppingvizsgálaton nem adott elegendő mintát és elhagyta az ellenőrzés helyszínét. A doppingvétség (elégtelen mintaadás) miatt kizárták a versenyből. A Magyar Atlétikai Szövetség szeptemberben, első fokon 2 évre tiltotta el Fazekast, aki a nemzetközi Sportdöntőbírósághoz fordult az üggyel kapcsolatban. Novemberben az MASZ 1 évre csökkentette az elsőfokú ítéletét. 2005 márciusában a nemzetközi Sportdöntőbíróság elutasította Fazekas Róbert fellebbezését. Áprilisban a MASZ elnöksége ismét két évre emelte Fazekas eltiltását. 2005 augusztusában bejelentette, hogy eltiltásának lejárta után folytatja sportolói pályafutását.
2007 májusában a csehországi Turnovban tért vissza. Júliusban térdműtéten esett át, így lemaradt a vb indulásról. 2008-ban második lett az ob-n. Júliusban teljesített az olimpiai A-szintet. Az olimpián a döntőbe jutott, ahol 8. lett. 2009-ben gerincsérve miatt nem indult a vb-n és az ob-n sem. A 2010-es barcelonai Eb-n bronzérmes lett. 2011 májusában teljesítette az olimpiai kiküldetési B-szintet. A 2011-es atlétikai világbajnokságon érvényes kísérlet nélkül kiesett a selejtezőben. 2012 áprilisában, San Diegóban teljesítette az olimpiai A-szintet, így biztossá vált az ötkarikás szereplése. Júniusban Moszkvában nyert versenyt.
2012 júliusában pozitív doppingmintát produkált, amikor szervezetében sztanozololt mutattak ki. Bár hivatalosan nem nevezték meg, de kikerült az olimpiai csapatból. Egy hét múlva, a B-próba elvégzése után Fazekas elismerte, hogy az ő doppingtesztje hozott pozitív eredményt. Első fokon nyolc évre tiltották el. Később kimutatták, hogy a Fazekas által használt táplálékkiegészítő tartalmazott sztanozolt. Októberben, a másodfokú ítéletben hat évre csökkentették az eltiltást. 2013-ban a táplálékkiegészítőt gyártó céget beperelte.

## Díjai, elismerései
- Az év magyar atlétája (2002)

## Kapcsolódó szócikk
- Doppingvétség miatt eltiltott sportolók listája